# Sarah E. Reisman
Sarah Elizabeth Reisman es una profesora de química en el Instituto de Tecnología de California y ganadora del Premio Arthur C. Cope Scholar y del Premio a la Joven Investigadora en Síntesis Orgánica Tetrahedron.
Su investigación se centra en la síntesis total de productos naturales complejos. 

## Carrera y educación

### Estudios de pregrado
Recibió una licenciatura en química del Connecticut College en 2001, realizando una investigación en el laboratorio del profesor Timo V. Ovaska sobre la síntesis de productos naturales terpenoides tetracíclicos, incluyendo forbol.

### Estudios de postgrado
Obtuvo su doctorado en la Universidad de Yale en 2006, trabajando con John L. Wood en la síntesis total de (±) -Welwitindolinone A Isonitrile.  Su trabajo incluyó desarrollos metodológicos hacia un esqueleto generalizado, utilizando la ciclización de nitrona y la formación de oxindol como transformaciones de eje. 

### Estudios postdoctorales
Fue becaria postdoctoral NIH en el laboratorio de Eric N. Jacobsen en la Universidad de Harvard y trabajó con Abigail Doyle para desarrollar una sustitución enantioselectiva de silil cetenos en un cloruro de alcoxi a través de un ion oxacarbenio, utilizando un nuevo organocatalizador de tiourea.

## Investigación
Comenzó su carrera independiente como profesora asistente en Caltech en 2008 y fue promovida directamente a profesora titular en 2014. 
El laboratorio Reisman se centra en la síntesis de productos naturales complejos y el desarrollo de nuevas reacciones químicas.  El grupo completó las primeras síntesis enantioselectivas totales de (-) - acetilaranotina (40 años después de su aislamiento), (-) - Maoecrystal Z, (-) - 8-Demethoxyrunanine, y (-) -Cefaratinas A, C y D. Su síntesis total de (+) - ryanodol se completó en 15 pasos sintéticos, una mejora significativa en la ruta sintética más corta anterior de 35 pasos desarrollada por Masayuki Inoue de la Universidad de Tokio  Otras síntesis totales completadas incluyen productos naturales (+) - Naseseazinas A y B, (+) - Salvileucalin B y (+) - Psiguadial B La reacción se ha centrado principalmente en la catálisis del níquel, las cicloadiciones y la apertura de los precursores de anillos filtrados. 

## Premios y honores seleccionados
- 2018 - Conferencia de Lucy Pickett, Mount Holyoke College[19]
- 2015-2017 - Investigador del Instituto de Investigación de Patrimonio Médico en el Instituto de Tecnología de California[20]
- 2015 - Science News "Diez carreras científicas en su camino hacia la aclamación crítica"[3]
- 2014 - Premio Tetrahedron Young Investigator para síntesis orgánica[21]
- 2013 - Arthur C. Cope Scholar Award del American Chemical Society en 2013[22][23]
- 2012 - Ganador del Premio Rising Star del WCC de la Sociedad Americana de Química Americana ” [24][25]
- 2012 - Premio Cottrell Scholar[26]
- 2012 - Premio Novartis a la carrera temprana[27]

Reisman recibió la Beca de la Nueva Facultad Boehringer Ingelheim, la beca de la Fundación Alfred P Sloan y un Premio NSF CAREER de 5 años en 2011.